# Xenylla simberloffi
Xenylla simberloffi är en urinsektsart som beskrevs av da Gama 1974. Xenylla simberloffi ingår i släktet Xenylla och familjen Hypogastruridae. Inga underarter finns listade i Catalogue of Life.